# 庄司いずみ
庄司 いずみ（しょうじ いずみ、1965年 -）は日本のフリーライター、野菜料理研究家である。日本ベジタリアン学会会員。日本で初めてヴイーガン料理教室を開いた人物である。

## 人物
愛媛県松山市生まれ。『non・no』『Lee』などの女性誌を中心にフリーライターとして活動していた。29歳で長女を出産したことをきっかけに野菜中心の食事となり、2007年にベジタリアン料理を紹介するブログを立ち上げる。同ブログは書籍化され、それ以来、肉や魚を使わないヴィーガンレシピ本を刊行している。
現在は東京都在住。一児の母である。

## 著書
- 『ベジフルおやつ』（保健同人社）
- 『izumimirunの vege dining 野菜のごはん』（扶桑社）-イラスト:山崎友香
- 『izumimirunの 簡単アレンジ! 野菜だけの作りおきおかず』（毎日コミュニケーションズ）
- 『izumimirunの5分でできる楽vege弁当』（大和書房）
- 『izumimirunのvege dining きょうもおうちで野菜麺100』（宝島社）
- 『izumimirunのvegedining たっぷり主食サラダBOOK』（アールズ出版）
- 『野菜だけでおいしいごはん』（集英社）
- 『izumimirunのvege dining きょうもおいしい野菜丼100』（宝島社）
- 『izumimirunのvege cafe ワンプレートごはん』（大和書房）
- 『izumimirunのvege dining 野菜のごはん (2)』（扶桑社）-イラスト:山崎友香
- 『izumimirunの季節の野菜のおうちごはん』（主婦と生活社）
- 『野菜だけの簡単ごはん レタスクラブムック 60161‐19』（角川SSコミュニケーションズ）
- 『大切な日の野菜料理帖』（集英社）
- 『定番野菜 Izumimirunの一番好きな野菜だけの料理』（毎日コミュニケーションズ）
- 『カンタン ヘルシー 野菜の美人ごはん』（扶桑社）
- 『おいしい野菜ごはん─東京・パリの12ヵ月』（講談社）-共著:セ川マナ美